# Espin (cràter)
Espin és un cràter d'impacte que es troba a la cara oculta de la Lluna, just més enllà de l'extremitat nord-est, a l'oest-sud-oest del cràter més gran Seyfert, i al nord-oest de Deutsch.

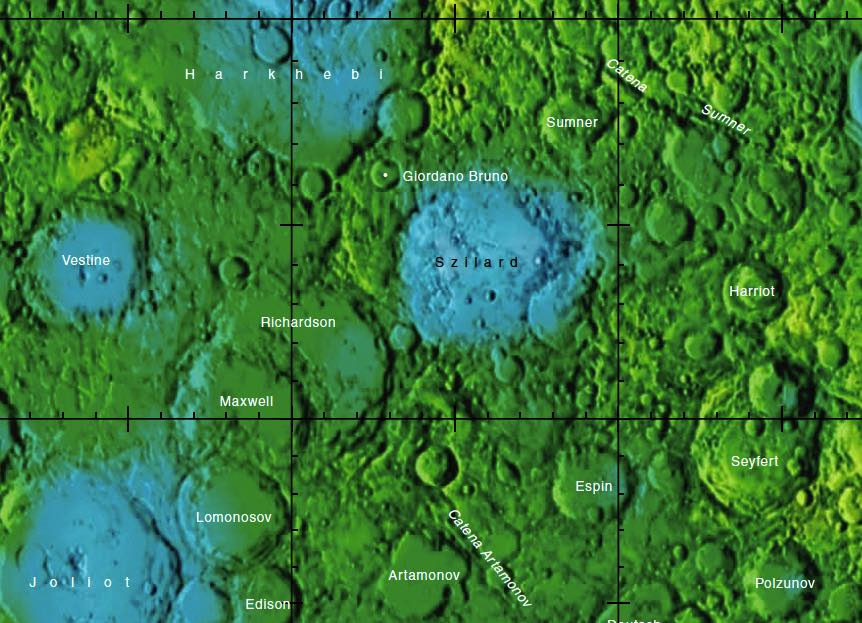
Localització d'Espin (inferior dreta de la imatge)
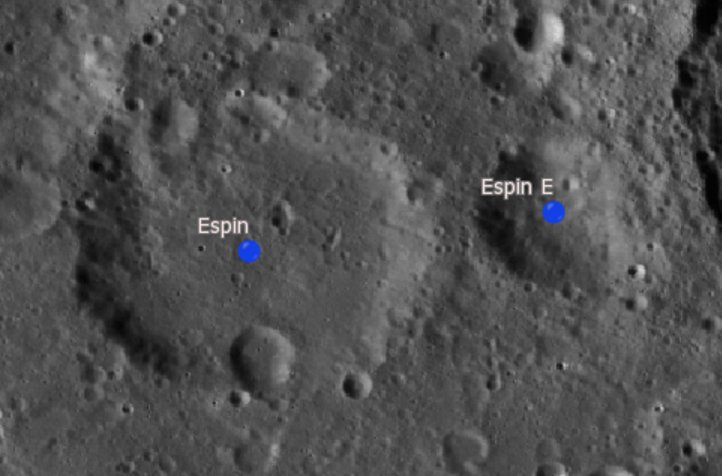
Cràters satèl·lit
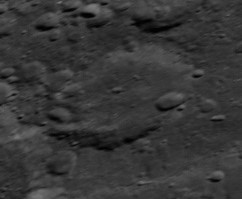
Fotografia de la missió Apollo 14

És una formació desgastada, amb greus danys al llarg de la vora nord. Diversos cràters petits se situen al llarg de la vora nord, amb un cràter solitari al costat sud. La part nord del sòl interior és una mica irregular, sent més plana cap al sud. El sistema de marques radials del cràter Giordano Bruno que apareix cap al nord-nord-oest arriba a l'interior d'Espin pel costat occidental.

## Cràters satèl·lit
Per convenció aquests elements són identificats en els mapes lunars posant la lletra en el costat del punt central del cràter que està més proper a Espin.
| Espin | Coordenades                            | Diàmetre |
| ----- | -------------------------------------- | -------- |
| E     | 28° 18′ N, 111° 18′ E / 28.3°N,111.3°E | 35 km    |